# Napeocles dumnorix
Napeocles dumnorix är en fjärilsart som beskrevs av Hans Fruhstorfer 1912. Napeocles dumnorix ingår i släktet Napeocles och familjen praktfjärilar. Inga underarter finns listade i Catalogue of Life.